# Gawain Jones

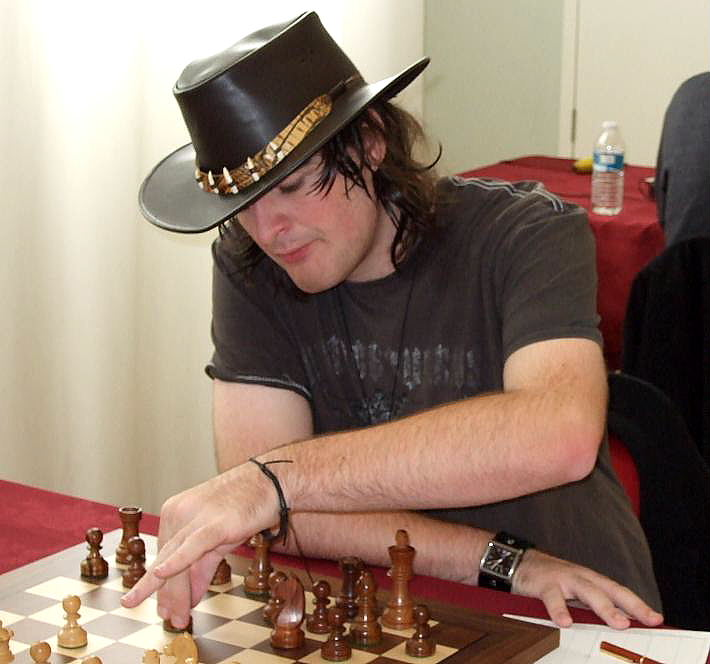
Gawain Jones, Liverpool 2008

Gawain Christopher B. Jones (ur. 11 grudnia 1987 w Yorku) – angielski szachista, arcymistrz od 2007 roku.

## Kariera szachowa
Jest czterokrotnym mistrzem Wielkiej Brytanii juniorów, w kategoriach do lat 8 (1996), 10 (1996), 18 (2006) oraz 21 (2004). W latach 1997–2007 wielokrotnie reprezentował narodowe barwy na mistrzostwach świata i Europy juniorów w różnych kategoriach wiekowych, najlepszy wynik osiągając w 2004 r. w Heraklionie, gdzie na mistrzostwach świata do 18 lat zajął VI miejsce. W 2002 r. wystąpił w rozegranej w Kuala Lumpur olimpiadzie juniorów do 16 lat.
Dwukrotnie zdobył medale mistrzostw Wielkiej Brytanii: złoty (2012) oraz brązowy (2011).
Normy na tytuł arcymistrza wypełnił w latach 2006 (podczas mistrzostw Unii Europejskiej w Liverpoolu oraz Klubowego Pucharu Europy w Fügen) oraz 2007 (drużynowe mistrzostwa Wielkiej Brytanii, 4NCL). Odniósł szereg sukcesów w turniejach międzynarodowych, m.in.:
- 2004 – II m. w Kopenhadze (za Erlingiem Mortensenem),
- 2005 – I m. w Kopenhadze,
- 2006 – dz. II m. w Hereford (za Danielem Gormallym, wspólnie z James Cobbem),
- 2007 – I m. w Porto San Giorgio, dz. I m. w San Cristóbal de La Laguna (wspólnie z Atanasem Kolewem, Bojanem Kurajicą i Micheilem Mchedliszwilim), dz. II m. w Puli (za Robertem Zelčiciem, wspólnie z m.in. Ognjenem Cvitanem, Nenadem Fercecem i Kjetilem Lie),
- 2008 – dz. I m. w Sydney (wspólnie z Zhao Zong-Yuanem, Surya Gangulym i Zhangiem Zhongiem), dz. I m. w Maastricht (wspólnie z Siergiejem Klimowem, Friso Nijboerem i Robinem Swinkelsem), dz. I m. w Paignton (wspólnie z Keithem Arkellem),
- 2009 – I m. w Auckland, dz. I m. w Canberze (wspólnie z Deepem Senguptą i Deepanem Chakkravarthym, dz. I m. w Sydney (wspólnie z Darrylem Johansenem, Abhijitem Kunte i George'em Wendim Xie, II m. w Kapsztadzie (za Amonem Simutowe), dz. II m. w Queenstown (za Davidem Smerdonem, wspólnie z m.in. Eduardasem Rozentalisem, Wiktorem Michalewskim i Klausem Bischoffem),
- 2010 – I m. w Wellington, I m. w Auckland, dz. I m. w Sydney (wspólnie z Dejanem Bożkowem i Zhao Zong-Yuanem), dz. I m. w Londynie (turniej London Chess Classic Open, wspólnie z Simonem Williamsem), dz. I m. w Klaksvik (wspólnie z Henrikiem Danielsenem),
- 2011 – dz. I m. w Ekurhuleni (wspólnie z Nigelem Shortem)[6],
- 2013 – I m. w Hastings (edycja 2012/13)[7].

Wielokrotnie reprezentował Anglię w turniejach drużynowych, m.in.:
- trzykrotnie na olimpiadach szachowych (w latach 2008, 2010, 2012)[8],
- trzykrotnie na drużynowych mistrzostwach Europy (w latach 2007, 2011, 2013)[9],
- na olimpiadzie szachowej juniorów do 16 lat (w roku 2002)[5].

Najwyższy ranking w dotychczasowej karierze (stan na maj 2022) osiągnął 1 czerwca 2019 r., z wynikiem 2709 punktów zajmował wówczas 32. miejsce na światowej liście FIDE, jednocześnie zajmując 1. miejsce wśród angielskich szachistów.

## Wybrane publikacje
Jest autorem kilku książek poświęconych szachowym debiutom.
- Starting Out: Sicilian Grand Prix Attack (2008), Everyman, ISBN 978-1-85744-547-3
- Dangerous Weapons: The Benoni and Benko (2008), Everyman, ISBN 978-1-85744-571-8 (wspólnie z Johnem Emmsem, Christopherem Wardem i Richardem Palliserem)